# Berkaber
Berkaber (en arménien Բերքաբեր ; anciennement Joghaz) est une communauté rurale du marz de Tavush, en Arménie. Elle compte 527 habitants en 2008.